# Hughie Thomasson

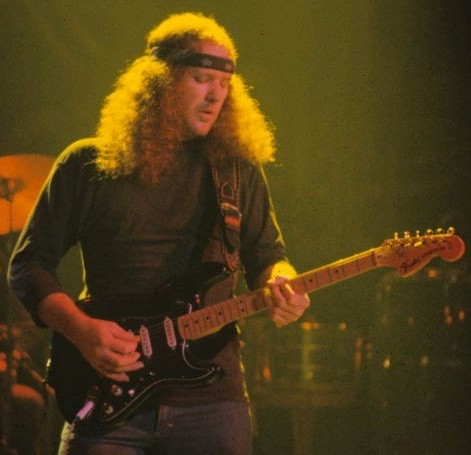
Hughie Thomasson

Hughie Thomasson (* 13. August 1952 in Tampa, Florida; † 9. September 2007 in Brooksville, Florida) war ein US-amerikanischer Sänger und Gitarrist.
Thomasson war 1972 einer der Gründer der Southern-Rock-Band The Outlaws, deren Sänger und Gitarrist er war. Die Band schaffte den Durchbruch 1974, als sie als Vorgruppe von Lynyrd Skynyrd bei einem Konzert in Columbia, Georgia auftrat. Für die Outlaws schrieb Thomasson die meisten Songs, u. a. Green Grass and High Tides oder Hurry Sundown. Nach der Auflösung der Band gehörte er zwischen 1996 und 2005 der Band Lynyrd Skynyrd an. Im Jahr 2005 fanden die Outlaws sich wieder zusammen und gingen gemeinsam auf Tournee.
Am 9. September 2007 starb Hughie Thomasson an Herzversagen.